# Dejan Stojanović (Autor)

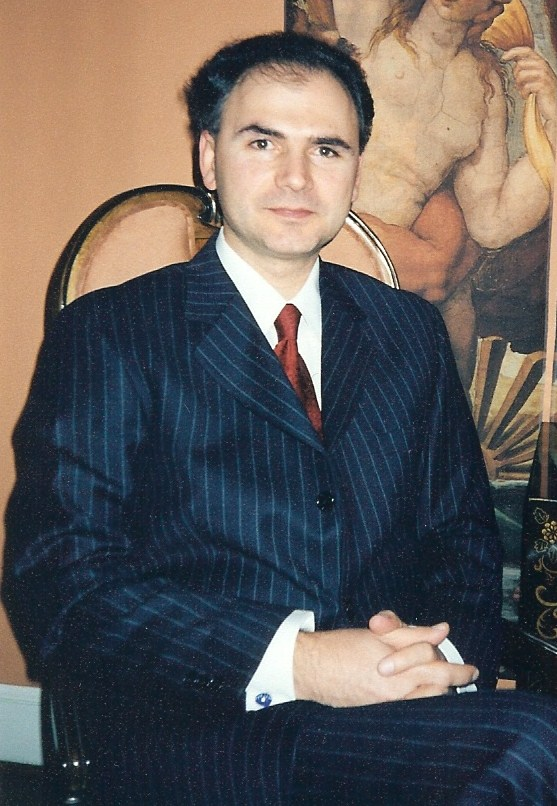
Dejan Stojanović, 1999

Dejan Stojanović (serbisch: Дејан Стојановић, ausgesprochen [dɛjan stɔjanɔvitɕ]; * 11. März 1959 in Peć, Jugoslawien) ist ein serbisch-amerikanischer Dichter, Schriftsteller, Essayist, Philosoph, Geschäftsmann und ehemaliger Journalist. Seine Lyrik zeichnet sich durch ein erkennbares System des Denkens und eine poetische Lehre aus, die an die Philosophie grenzt, und sie besitzt insgesamt einen höchst reflexiven Klang. Laut einiger Kritiker gehört „Stojanović zum kleinen und autochthonen Kreis von Dichtern, die zur wichtigsten, kreativen und künstlerischen Kraft der serbischen Poesie in den letzten Jahrzehnten gehörten.“

## Biographie

### Familie
Die Familie Stojanović stammte ursprünglich aus Montenegro. Stojanović' Großmutter väterlicherseits, Andja, stammte aus einer angesehenen montenegrinischen Familie, der Lubarda-Familie, deren prominentestes Mitglied Petar Lubarda war, der wohl beste und berühmteste Maler des ehemaligen Jugoslawiens; über ihn schrieb Sir Herbert Read mit Vergnügen.

### Die frühen Jahre
Stojanović wurde in Peć, Kosovo (ehemaliges Jugoslawien) geboren, dem administrativen und kulturellen Zentrum von Metochien, wo sich das Patriarchat von Peć befindet. Aufgewachsen in einem sozialistischen Land und in einer multi-ethnischen Gemeinschaft des Kosovo, begegnete er bereits in sehr jungen Jahren all den Paradoxien des Kommunismus im ehemaligen Jugoslawien.
Im Jahr 1972 zog er mit seiner Familie nach Sutomore (einer kleinen Stadt an der Adriaküste, in der Nähe von Bar, Montenegro), und er beendete das Schuljahr dort. Selbst nachdem er zurück nach Peć zog, verbrachte er jedes Jahr die langen Sommerferien mit seiner Familie in ihrem Sommerhaus in Sutomore und besuchte häufig die benachbarten Städte Bar, Petrovac, Sveti Stefan, Budva, Kotor, Tivat, und Herceg Novi.
Die überwältigende Präsenz des Wassers und des Meers in seiner Dichtung kann wahrscheinlich durch die Tatsache erklärt werden, dass er in unmittelbarer Nähe der Adriaküste lebte. Ferner, als er nach Chicago zog, war er vom Lake Michigan (der mehr als doppelt so groß wie die Adria ist) fasziniert. Darüber hinaus beeinflussten außerdem die Berge von Montenegro und Peć (Prokletije) seine Poesie, was durch die Tatsache nachgewiesen wird, dass sie zu den anderen wiederkehrenden Themen in seinen Werken wurden.
Sein erster Schaffensdrang, welcher über seine ganze Lebenszeit fortdauerte, richtete sich auf die Philosophie. Im Alter von 14 Jahren interessierte er sich für die Schauspielerei und Regie. Von Natur aus schüchtern, erzählte er niemandem von seinen geheimen Interessen, sondern war sich sicher, er wäre in der Lage, sie eines Tages zu erforschen. Er sah sich mindestens einen Film und manchmal sogar zwei oder drei Filme pro Tag an.
Im Jahr 1976 besuchte er Paris, und während dieses Besuchs versprach der serbische politische Emigrant Jovan Brkić, die Zulassung zur Sorbonne für ihn zu arrangieren. Stojanović hatte das Angebot nicht genutzt, was er nach eigenen Aussagen später bereute.

### Erwachsenenalter

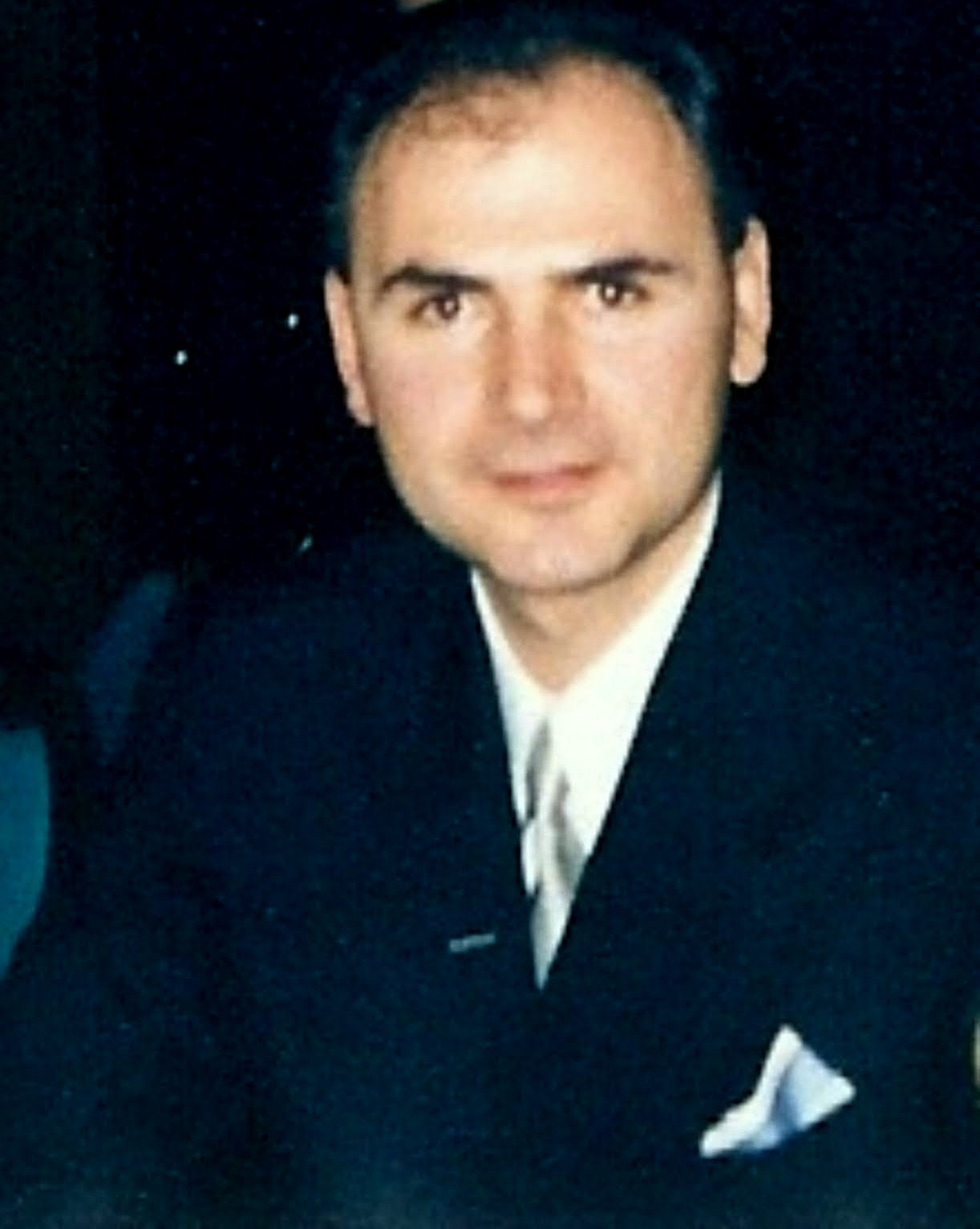
Dejan Stojanović, Chicago, 2000

Obwohl Stojanović überwiegend an der Philosophie und an den Geisteswissenschaften interessiert war, studierte er Jura und erhielt ein Diplom von der Universität von Priština im Kosovo. Er plante, seine anderen Interessen später fortzusetzen.
Sein erster Drang zu schreiben war schon im Alter von zehn Jahren offensichtlich, aber er fing Poesie bereits im Alter von 18 Jahren zu schreiben an. Er wusste immer, dass er ein Autor sein würde, obwohl er annahm, dass es eher im Arbeitsgebiet der Philosophie als in der Literatur sein würde, da er bereits sehr früh in seinem Leben eine Reihe von ausführlichen philosophischen Gedanken begründet hat.
Anfang 1978 begann er Gedichte zu schreiben, und es gibt einige Anzeichen dafür, dass er wahrscheinlich durch die starke Verliebtheit, die er für ein Mädchen empfand, das in derselben Stadt lebte, motiviert wurde. Er erwachte eines Morgens mit einem kurzen, aber vollständigen Gedicht in seinem Kopf. Das Gleiche geschah wenige Tage später, und es passierte ein drittes Mal, nachdem ein paar weitere Tage vergangen waren. Er betrachtete diese Erfahrung als ein deutliches Zeichen, dass er Poesie schreiben sollte, was er auch tat, aber er verbarg seine Arbeit über drei bis vier Jahre lang.
Nach dieser Zeit der Geheimhaltung begann er seine Gedichte offener auszudrücken und er veröffentlichte sie in einigen der wichtigsten Literaturzeitschriften des ehemaligen Jugoslawiens, wie z. B. Oko (Das Auge) in Zagreb, Kroatien, Jedinstvo (Einheit) und Stremljenja (Trends) in Priština. Im Jahr 1982 oder 1983 wurde er Sekretär eines Literaturclubs (Karagač) in seiner Heimatstadt Peć, und später wurde er der Präsident des Clubs. Ihm wurde die Gelegenheit geboten, Chefredakteur des lokalen Radiosenders in Peć zu werden, aber er lehnte ab; jedoch führte er einige Interviews mit einigen bedeutenden Künstlern aus dem Kosovo. Sein erster Gedichtband, Das Kreisen(Krugovanje), war bereit für die Veröffentlichung im Jahr 1983, aber er wurde nicht vor 1993 veröffentlicht. Zu diesem Zeitpunkt waren einige der älteren Gedichte entfernt worden und einige neue Gedichte, die zwischen 1983 und 1986 geschrieben wurden, wurden eingefügt, zusammen mit dem letzten Gedicht in dem Buch, das 1991 in Chicago geschrieben wurde. Im Jahr 1986, als junger Schriftsteller, wurde er unter 200 Autoren beim Literaturfestival Bor (Serbien, ehemaliges Jugoslawien) anerkannt. Ende 1980 wurde er Mitglied des Vorstands der Literaturjugend von Serbien.
Im Jahre 1990 gründete er sein privates Unternehmen in Peć und plante unter anderem, in das Verlagsgeschäft einzusteigen. Er nannte seine Firma Metoh (das Land der Kirche) und plante, eine Literaturzeitschrift mit dem gleichen Namen zu veröffentlichen. Obwohl er vorhatte, die Zeitschrift im Kosovo zu veröffentlichen, kam das Schriftstellerpersonal aus Belgrad, von denen einer Alek Vukadinović war, ein berühmter serbischer Dichter, der ein begeisterter Anhänger von Stojanović' Idee der Herausgabe der Zeitschrift war.
In den letzten paar Jahren fing Stojanović an, in englischer Sprache zu schreiben und er hat bereits mehrere Bücher geschrieben, die noch nicht veröffentlicht worden sind, ebenso wie einige rein philosophische Schriften. Viele seiner neuen Gedichte sind weniger elliptisch und starr aus sowohl sprachlichen wie auch poetischen Aspekten.

## Journalismus

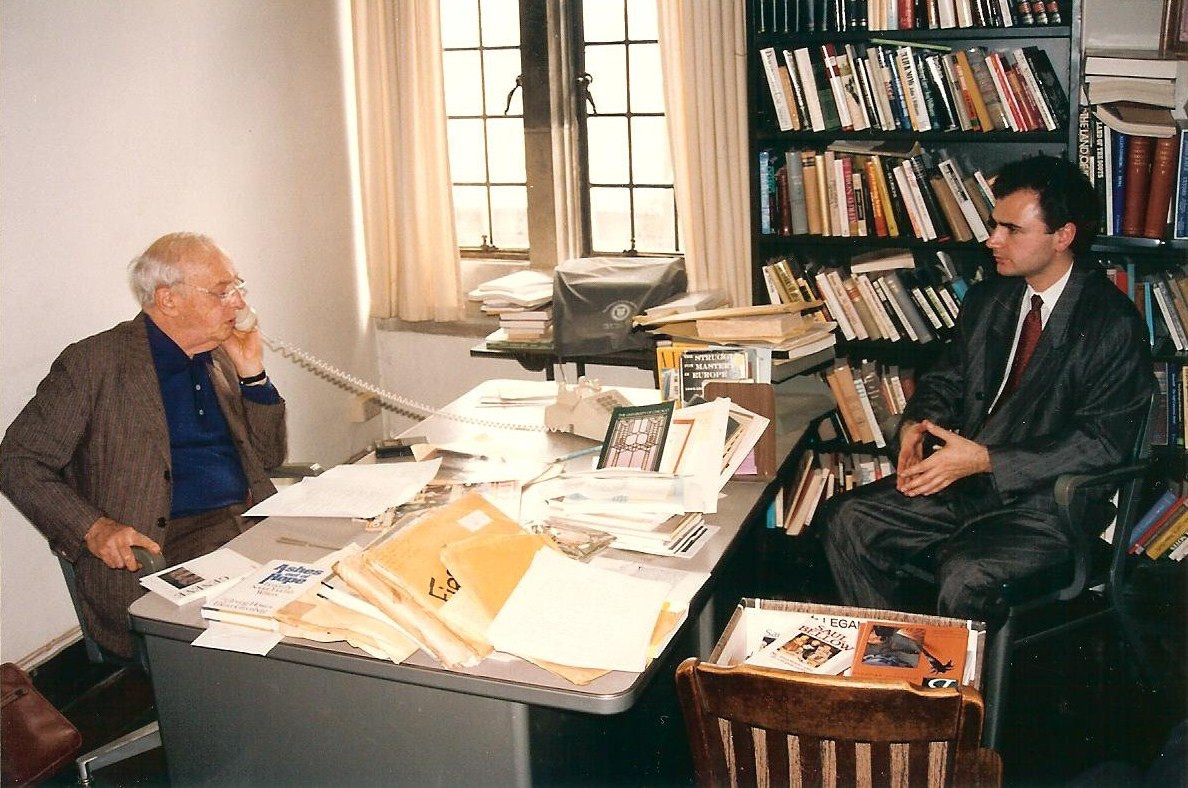
Saul Bellow und Dejan Stojanović, University of Chicago, 1992

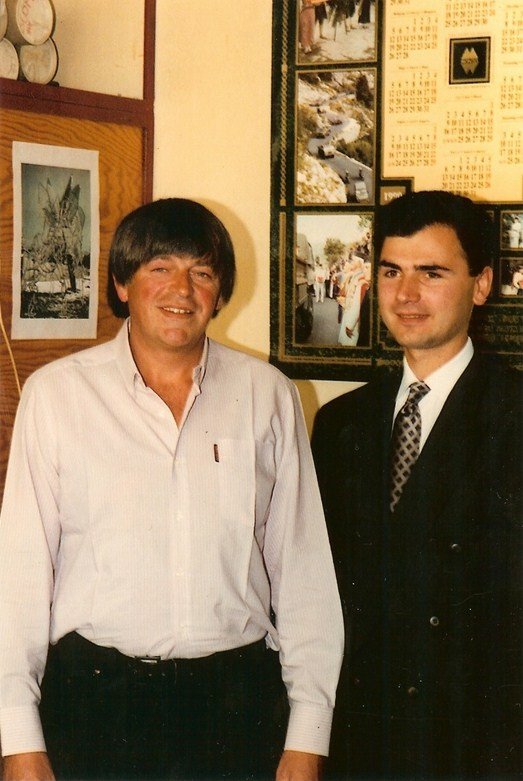
Nikola II. Petrović-Njegoš (Seine Königliche Hoheit Titularer König Nikola II. von Montenegro) und Dejan Stojanović, Paris, Mai 1990

Zu Beginn der 1990er Jahre begann Stojanović für die erste Oppositionszeitschrift in Serbien, Pogledi (Ansichten), zu schreiben. Er interviewte viele prominente serbische Schriftsteller in Belgrad wie beispielsweise Momo Kapor, Alek Vukadinović und Nikola Milošević. Bei seinem zweiten Besuch in Paris, im Mai und Juni 1990, interviewte er mehrere international anerkannte Künstler, z. B. Ljuba Popović, Petar Omčikus, und Miloš Šobajić, die serbischer Herkunft waren, sowie einige französische Intellektuelle, z. B. Jacques Claude Villard.
Im Dezember 1990 ging er als Auslandskorrespondent in die USA, wo er plante, zwischen sechs Monaten und einem Jahr zu bleiben. Das Ziel war es, Interviews mit einigen wichtigen literarischen Figuren zu führen und dann nach Jugoslawien zurückzukehren. Er erreichte dieses Ziel, wenn auch nicht vollständig, weil der Krieg im ehemaligen Jugoslawien Mitte 1991 begann.
Er erhielt den angesehenen Rastko Petrović Preis vom Verein serbischer Schriftsteller für sein Buch der Interviews von 1990 bis 1992 in Europa und Amerika, mit dem Titel Gespräche, das Interviews mit verschiedenen großen amerikanischen Schriftstellern, darunter Nobelpreisträger Saul Bellow, Charles Simic und Steve Tesich, beinhaltete.

## Stil
Stojanović‘ Poesiekollektionen zeichnen sich durch Sequenzen von kompakten, dichten Gedichten aus, einfach und doch komplex in sorgfältig organisierten, allgemeinen Strukturen, und das ist der Grund, warum einige, die sichtbarer sind als andere, als lange Gedichte erscheinen. Dies ist besonders charakteristisch für die Bücher, Das Zeichen und seine Kinder, Die Form und Der Schöpfer (Znak njegova Deca, Oblik, Tvoritelj), in denen Stojanović mit einer relativ kleinen Anzahl von Wörtern, die in verschiedenen Zusammenhängen wiederholt werden, seine eigene poetische Kosmogonie aufbaute. Aus diesem Grund bezeichnete der Schriftsteller und Kritiker David Kecman ihn als einen Kosmosophisten.
In seinen Gedichten behandelt er die kleinsten und die größten Themen mit der gleichen Aufmerksamkeit, sie oft auf einer Ebene aus Paradoxon und Absurdität nebeneinanderstellend, allmählich neue Perspektiven und Bedeutungen aufbauend, die nicht nur poetisch sind, sei es im Ursprung oder in der Zielsetzung. Einige Themen und Voreingenommenheiten, seien sie Steine oder Galaxien, sind in allen seinen Büchern vorhanden, und man kann sagen, dass seine Gedichtbände in sich selbst lange Gedichte sind, und dass sie alle als Zutaten eines Hyper-Gedichtbands dienen, der sich noch im Entstehen befindet.
Er verwendete viele poetische Formen, die nie zuvor in der serbischen Poesie verwendet wurden, und schuf außerdem einige neue Formen. „Wenn Eleganz durch Schlichtheit dargestellt wird, dann sind dies einige der elegantesten Verse, die man sich vorstellen kann“, erklärte Branko Mikasinovich.

## Gedichtsammlungen

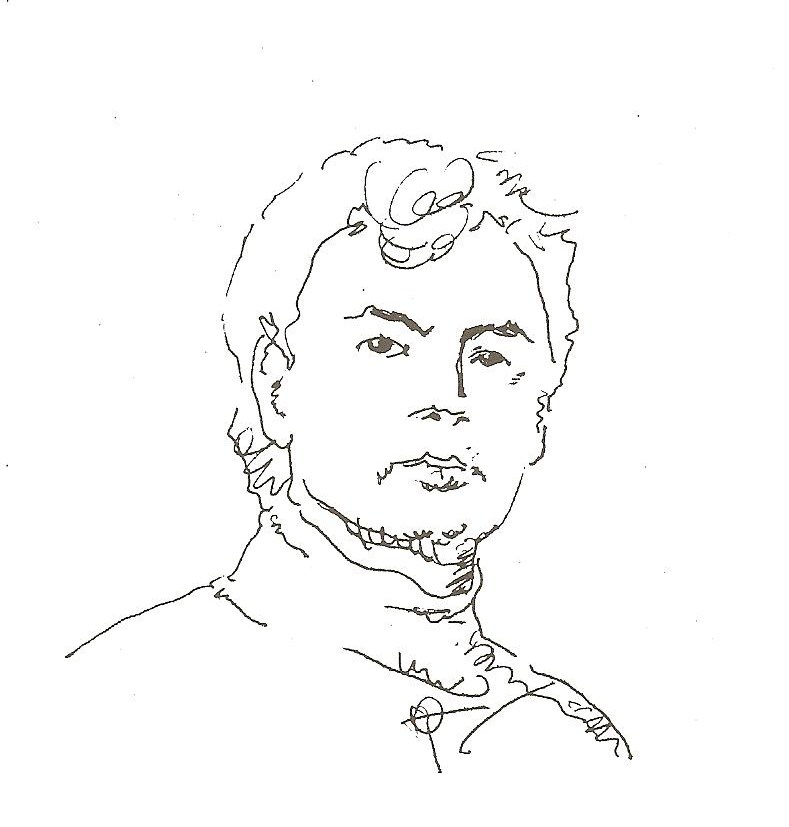
Dejan Stojanović, Porträt von Zoran Tucić

- Krugovanje: 1978–1987 (Das Kreisen) (Narodna knjiga, Alfa, Belgrad, 1993)
- Krugovanje: 1978–1987 (Das Kreisen), zweite Ausgabe, (Narodna knjiga, Alfa, Belgrad, 1998)
- Sunce sebe gleda (Die Sonne Beobachtet Sich) (Književna reč, Belgrad, 1999)
- Znak i njegova deca (Das Zeichen und seine Kinder) (Prosveta, Belgrad, 2000)
- Oblik (Die Form) (Grammatik, Podgorica, 2000)
- Tvoritelj (Der Schöpfer) (Narodna knjiga, Alfa, Belgrad, 2000)
- Krugovanje (Das Kreisen), dritte Ausgabe, (Narodna knjiga, Alfa, Belgrad, 2000)
- Ples vremena (Tanz der Zeit) (Konras, Belgrad, 2007)

### Interviews
- Razgovori (Konversationen) (Književna reč, Belgrad, 1999)

## Referenzen

### Zitate
1. ↑  Miloslav Šutić: Erhebliche Errungenschaften der Kurzgedichtform (Značajni dometi kratke lirske forme, Književna reč, broj 515, Juli 2001.; Odzivi, str. 67, Konras, biblioteka Groš), 2002, Belgrad
2. ↑  Alek Vukadinović: Die poetischen Kreise des Dejan Stojanović, Das Kreisen. (Nachwort) S. 69 (Krugovanje, Pogovor), 1993, Belgrad
3. ↑  Petar V. Arbutina: Der Sonnenkreis der Wahrheit, Die Sonne Beobachtet Sich. (Nachwort) S. 155 (Sunce sebe gleda, Solarni krug istine, Književna reč, 1999), Belgrad
4. ↑  Zoran Mišić: Pogledi. Broj 159, August 1994, Kragujevac
5. ↑  Dušan Vidaković: Die Kunst des Interviewens (Umetnost intervjuisanja, Zbilja, broj 62/63), November/Dezember 2000.
6. ↑  Aleksandar I. Popović: Razgovori (Konversationen, Belgrad, 1999)
7. ↑  R. Popović: Novo u knjižarskim izlozima, Pogled sa visine (Konversationen). Politika, 24. Januar 2000, Belgrad
8. ↑  Petar Arbutina: Das Zeichen und seine Kinder (Znak i njegova deca), 2000, Belgrad
9. ↑  Draginja Urošević: Borba. 2001, Beograd
10. ↑  Oliver Janković: Die Weiße der Welt und des Papiers. Borba, 28, 29, 30. November 2000, Belgrad
11. ↑  Nevena Vitošević: Die Symphonie der Zeichen oder eine Familie in Eintracht. Knjizevna reč, broj 513, str. 49, Februar 2001, Belgrade
12. ↑  David Kecman Dako: Znakovi smisla. Borba, 15. März 2001, Belgrad
13. ↑  Branko Mikasinovich: Die Sonne Beobachtet Sich (Sunce sebe gleda) [The Sun Watches Itself, WLT, World Literature Today, A Literary Quarterly of the University of Oklahoma, Norman, Oklahoma, Volume 74, Number 2, Page 442, Spring 2000]

## Bibliographie
- Branko Mikasinovich, Die Sonne Beobachtet Sich (Sunce sebe gleda) [The Sun Watches Itself, WLT, World Literature Today, A Literary Quarterly of the University of Oklahoma, Norman, Oklahoma, Volume 74, Number 2, Page 442, Spring 2000]
- Miloslav Šutić, Erhebliche Errungenschaften der Kurzgedichtform (Značajni dometi kratke lirske forme, Književna reč, broj 515, Juli 2001.; Odzivi, str. 67, Konras, biblioteka Groš), 2002, Belgrad
- Alek Vukadinović, Die poetischen Kreise des Dejan Stojanović, Das Kreisen, Nachwort, S. 69 (Krugovanje, Pogovor), 1993, Belgrad
- Petar V. Arbutina, Der Sonnenkreis der Wahrheit, Die Sonne Beobachtet Sich, Nachwort, S. 155 (Sunce sebe gleda, Solarni krug istine, Književna reč, 1999), Belgrad
- Miroslav Mirković Buca, Prkos tamnim silama, Ilustrovana politika, rubrika Čitati ili ne čitati, broj 2177, 7. X 2000, Belgrad
- Aleksandar Petrov, Ein Dichter vor der Offenen Tür, Amerikanski Srbobran (American Srbobran), Književni dodatak, Dezember 2000, Pittsburgh
- Petar Arbutina, Das Zeichen und seine Kinder (Znak i njegova deca), 2000, Belgrad
- David Kecman Dako, Znakovi smisla, Borba, 15. März 2001, Belgrad
- Oliver Janković, Die Weiße der Welt und des Papiers, Borba, 28, 29, 30. November 2000, Belgrad
- Nevena Vitošević, Die Symphonie der Zeichen oder eine Familie in Eintracht, Knjizevna reč, broj 513, str. 49, Februar 2001, Belgrad
- Zoran Mišić, Pogledi, broj 159, August 1994, Kragujevac
- Dušan Vidaković, Die Kunst des Interviewens (Umetnost intervjuisanja, Zbilja, broj 62/63), November/Dezember 2000.
- Dušan Vidaković, Slabiji sastav dijaspore, (Interview mit Dejan Stojanović), Blic, rubrika Kultura, str. 15, 16. September 1999. broj 947, Belgrad
- Dušan Vidaković, Tužan svet plutokratije, robota i klovnova (Interview mit Dejan Stojanović), Nedeljni dnevnik, rubrika Kultura, str. 29, godina IV, broj 153, 14. Januar 2000, Novi Sad, Vojvodina
- Z. R., Četiri naša pisca, Politika, rubrika Kulturni život, 8. Dezember 2000, Belgrad
- R. Popović, Novo u knjižarskim izlozima, Pogled sa visine (Konversationen), Politika, 24. Januar 2000, Belgrad
- R. Popović, Novo u knjižarskim izlozima, Ovako je bilo (Der Sonnenkreis der Wahrheit), Politika, 17. Januar 2000, Belgrad
- Dragan Bogutović, Pesme simboli, Sedam knjiga (Kultura, književnost, pozorište, film), Večernje novosti, str. 10, 15. August 1999, Belgrad
- Zorica Novaković, Pitanja i nedoumice, Svet knjige, Borba, 30. März 2000, Belgrad
- Dušan Cicvara, Snovi iz dijaspore (Der Sonnenkreis der Wahrheit), Beogradske novine, 17. September 1999, Belgrad